# Сурвилло, Владимир Людвигович
Владимир Людвигович Сурвилло (1883—1962) — инженер-кораблестроитель, педагог, доктор технических наук, профессор, инженер-флагман 3 ранга, инженер-капитан 1-го ранга.

## Биография
Родился 20 апреля 1883 года. Из потомственных дворян-помещиков.
В 1892—1899 учился в реальном училище города Сарапул Вятской губернии.
17 сентября 1899 поступил в Морское инженерное училище. С 6 мая 1900 — гардемарин. С 17 сентября 1902 — старший унтер-офицер. В 1903 году окончил механическое отделение Морского инженерного училища в Кронштадте и произведён в младшие инженер-механики. 6 мая 1903 зачислен в 34-й флотский экипаж.
В 1903—1906 годах инженер-механик на кораблях Балтийского флота. С 28 мая 1903 — трюмный механик эскадренного броненосца «12 апостолов» Черноморского флота.
1 января 1905 — переименован в поручика Корпуса инженер-механиков флота. 2 апреля 1906 переведён в Балтийский флот, зачислен в 15-й флотский экипаж. 1 мая 1906 — судовой механик эскадренного миноносца «Инженер-механик Зверев» Балтийского флота. 23 мая 1906 — вахтенный механик учебного судна «Океан» Балтийского флота.
9 октября 1906 зачислен, 30 сентября 1908 — окончил механический отдел Николаевской морской академии, зачислен в 1-й Балтийский флотский экипаж. С 6 декабря 1907 — штабс-капитан Корпуса инженер-механиков флота.
С 11 октября 1908 — судовой механик эсминца «Охотник», с 19 октября 1908 — судовой механик эскадренного миноносца «Эмир Бухарский» Балтийского флота. С 4 сентября 1909 — младший отделённый начальник Морского инженерного училища.
С 1909 года преподаватель Морского инженерного училища.
С 6 декабря 1911 — капитан Корпуса инженер-механиков флота. 28 марта 1913 переименован в инженер-механик-старший лейтенант.
С 29 декабря 1914 — старший отделённый начальник Морского инженерного училища.
22 марта 1915 года произведён в чин инженер-механик-капитан 2-го ранга (со старшинством с 1 января 1915 года) за отличную ревностную службу и особые труды вызванные обстановкой войны.
С 19 сентября 1917 года ротный командир Морского инженерного училища.
После октябрьской революции работал преподавателем в училище командного состава ВМФ.
С 14 июля 1919 по 1 сентября 1922 штатный преподаватель Училища командного состава флота и одновременно с 25 ноября 1920 штатный преподаватель Военно-морской академии, читал курс лекций по теории и проектированию судовых вспомогательных механизмов, был старшим руководителем цикла (с 27 октября 1927 начальник кафедры).
В 1921 избран профессором кафедры вспомогательных судовых механизмов Военно-морской академии. С 16 августа 1922 начальник учебного отдела Военно-морского инженерного училища, находился в должности по 27 октября 1924.
С 1921 года по совместительству читал лекции в Петроградском политехническом институте, в 1922 году экстерном его окончил.
27 октября 1924 приказом по флоту и Морскому ведомству № 582 уволен со службы по несоответствию. 14 ноября 1924 приказом № 620 увольнение отменено.
С 15 декабря 1924 старший руководитель кафедры корабельных гидравлических установок и систем машиностроительного факультета Военно-морской академии. По совместительству с 1 октября 1926 по 1 октября 1927 преподаватель ВМИУ им. Дзержинского.
В 1930 году был организатором и первым заведующим кафедрой «Судовые вспомогательные механизмы» Ленинградского кораблестроительного института.
1 сентября 1931 года назначен начальником отдела факультета военного кораблестроения Военно-морской академии.
С 27 октября 1931 старший руководитель кафедры гидравлических механизмов Военно-морской академии. C 14 декабря 1931 допущен к исполнению обязанностей начальника машиностроительного отдела факультета военного кораблестроения Военно-морской академии.
В 1932 году был избран почётным членом Научно-технического общества им. академика А. Н. Крылова. В 1935 году стал профессором.
С 14 апреля 1934 исполняющий должность старшего руководителя, с 10 июля 1935 старший руководитель факультета военного кораблестроения Военно-морской академии.
15 марта 1936 года В. Л. Сурвилло было присвоено звание инженер-флагман 3-го ранга.
2 июля 1937 присвоено учёное звание «профессор ВУЗ РККА».
6 января 1942 года был арестован. До 1946 года находился под арестом и следствием.
В 1946 году назначен заведующим кафедрой судовых вспомогательных механизмов, затем профессор этой же кафедры Ленинградского кораблестроительного института.
В 1950—1960 годах профессор и заведующий кафедрой Ленинградского института инженеров водного транспорта.
Умер в 1962 году в Ленинграде.

## Публикации
- «Энциклопедия судовых механизмов». 1931.
- «Палубные механизмы». Учебное пособие для вузов. Ленинград, Судпромгиз, 1937, 1951.
- «Судовые гидравлические механизмы». 1938.
- «Судовые холодильные машины и установки». Речной Транспорт, 1955.

## Награды
- Орден Святого Станислава 3-й степени (06.12.1910);
- Орден Святой Анны 3-й степени (30.07.1915);
- Медали «В память 300-летия царствования дома Романовых» (1913), «В память 200-летия морского сражения при Гангуте» (1915);
- Французский кавалерский крест Почётного легиона (05.11.1909);
- Шведский кавалерский крест Меча 2-го класса (10.05.1910).